# Prolativ
Prolativ (zkratka PROL) je mluvnický pád, který vyjadřuje způsob nebo prostředek. Jménem prolativ se označují různé pády v některých ugrofinských jazycích, např. ve finštině, estonštině a votštině, v eskymácko-aleutských jazycích nebo v baskičtině.
Ve finštině se prolativ vyskytuje jen idiomaticky u některých slov. Tvoří se přidáním přípony -tse ke kmeni jména. Podobně jako instruktiv nebo komitativ se i tento pád používá častěji v plurálové formě. 
postitse – „poštou“ (kde slovo posti znamená „pošta“)
puhelimitse – „telefonicky“ (puhelin – „telefon“)